# ジェームズ・デュヴァル
ジェームズ・デュヴァル（James Edward Duval, 1972年9月10日 - ）は、アメリカ合衆国の俳優・ ロックギタリスト。
デトロイト生まれ、2歳の時、カリフォルニア州に移り住む。父親はフランス系、アイルランド系、アメリカ・インディアンの血を引き、母親はサイゴン出身のベトナム系フランス人。
幼少期からピアノを習っていたが、後にギターに転向した。
グレッグ・アラキ監督作品の常連。
 ロックギタリストとしても知られる。

## 主な出演作品
- トータリー・ファックト・アップ Totally Fucked Up (1993)
- ドゥーム・ジェネレーション The Doom Generation (1995)
- インデペンデンス・デイ Independence Day (1996)
- ノーウェア Nowhere (1997)
- ミッドナイト・スクリーム The Clown at Midnight (1998)
- SLC(ソルト・レイク・シティ) PUNK!!! SLC Punk! (1998)
- Go Go (1999)
- 60セカンズ Gone in 60 Seconds (2000)
- ドニー・ダーコ Donnie Darko (2001)
- MAY -メイ- May (2002)
- マッド・ドッグ Chasing Ghosts (2005)
- ファイナル・デッドゲーム The Black Waters of Echo's Pond (2009)
- カブーン! Kaboom (2010)
- SUSHI GIRL Sushi Girl (2012)
- ナウ・アポカリプス 〜夢か現実か!? ユリシーズと世界の終わり Now Apocalypse (2019)